# Bruchidius mulsanti
Bruchidius mulsanti é uma espécie de insetos coleópteros polífagos pertencente à família Chrysomelidae.
A autoridade científica da espécie é Brisout, tendo sido descrita no ano de 1863.
Trata-se de uma espécie presente no território português.